# Tim Berger
Tim Liam Berger (* 11. November 2004 in Wien) ist ein österreichischer Beachvolleyball- und ehemaliger Volleyballspieler.

## Karriere

### Karriere Halle
Der Schüler begann seine Karriere im Hallenvolleyball. Im Alter von elf Jahren wurde er 2015 mit Döbling österreichischer Staatsmeister. 2019 gehörte er zum Kader der Jugendnationalmannschaft bei der Europameisterschaft der unter Siebzehnjährigen. Drei Jahre später sorgte er mit dafür, dass sich die österreichische U22 für die kontinentalen Titelkämpfe qualifizieren konnte. Er spielte mehrere Jahre bei den Hotvolleys und dann ein Jahr in der ersten Liga.Danach konzentrierte sich Tim Berger auf seine Beachkarriere.

### Karriere Beach

#### Jugend und Junioren
Zum ersten Mal bei einem europäischen Wettbewerb im Sand startete der damals erst Vierzehnjährige bei der Europameisterschaft der unter Achtzehnjährigen in Baden. Zwei Jahre später gewannen Tim Berger und Timo Hammarberg die Bronzemedaille beim gleichen Wettbewerb und erreichten die Runde der besten sechzehn Teams bei der U19-WM. Diese Platzierungen konnten die beiden 2022 noch einmal toppen. Bei der WM standen sie im Viertelfinale und bei den kontinentalen Titelkämpfen der unter Zwanzigjährigen auf der obersten Stufe des Podests. Ein Jahr später standen Berger und Hammarberg auch bei Welttitelkämpfen zum ersten Mal auf dem Stockerl. Wie bei der U20-EM erreichten sie bei der U21-WM das Endspiel.

#### Erwachsene
Der erste Sieg im Erwachsenenbereich auf internationaler Ebene gelang dem in der österreichischen Hauptstadt aufgewachsenen Sportler gemeinsam mit seinem Standardpartner beim Futures auf Mallorca. 2024 kamen Silber und Bronze bei den gleichartigen Veranstaltungen in Baden und Leuven hinzu. Bei den meisten Turnieren in dieser Saison standen die jungen Österreicher wie auch schon in den vorigen Spielzeiten auf der gleichen Seite des Netzes. Wenn sich jedoch eine Chance für eine bessere Platzierung bzw. die Teilnahme an einer Veranstaltung bot, die den beiden aufgrund ihrer Punktzahl im FIVB-Ranking nicht möglich geworden wäre, starteten sie manchmal auch mit anderen Partnern bei internationalen Wettkämpfen. So erkämpfte Berger seinen zweiten Futures Sieg in der belgischen Hauptstadt mit Christoph Dressler und wurde mit ihm Siebter beim hochwertigen Challenge im indischen Chennai. 
Seit Anfang 2025 waren Hammerberg und Berger nur noch gemeinsam unterwegs. Nach einem siebzehnten Rang beim Challenge in Yucatán und dem zweimaligen Scheitern in der Qualifikation bei den Elite16 in Quintana Roo und Saquarema gelang ihnen der bis zu diesem Zeitpunkt wertvollste Erfolg beim gleichwertigen Wettbewerb in der Hauptstadt Brasiliens. Im Pool konnten sie zunächst die in der Weltrangliste an fünfter Position rangierenden Niederländer Boermans / de Groot wie auch die siebten Evandro / Arthur aus Brasilien bezwingen und in der Runde der Zwölf auch die Fünften der Olympischen Spiele Partain / Benesh eliminieren, bevor sie das zweite Duell gegen die Südamerikaner an diesem Wochenende verloren. Im Nachhinein wurde klar, dass das Team aus der Alpenrepublik in der Vorrunde sowohl die Eventsieger als auch deren Endspielgegner bezwungen hatte.  Anschließend erreichten die beiden jungen Österreicher beim Challenger-Turnier in Alanya einen starken fünften Platz. Im Viertelfinale lieferten sie sich ein äußerst knappes Duell mit den amtierenden Weltmeistern Perusic/Schweiner, mussten sich jedoch knapp geschlagen geben.
Bei der Europameisterschaft 2025 in Düsseldorf sorgten sie dann für Furore: Nach dem souveränen Gruppensieg bezwangen sie im Achtelfinale das britische Brüderpaar Bello/Bello. Erst im Viertelfinale war Endstation – und das gegen niemand Geringeren als Mol/Sorum, die Olympiasieger von 2021, fünffachen Europameister und aktuelle Weltranglistenersten.

## Privates
Die Schwester des Athleten heißt Lia, wurde 2007 geboren und ist als jüngste Spielerin aller Zeiten mit vierzehn Jahren in einem Finale der österreichischen Bundesliga zum Einsatz gekommen.
Die Mutter der beiden ist die ehemaligen Basketball-Nationalspielerin Katja Berger (geborene Tutschek). Der Vater der Geschwister Nik Berger wurde mehrfacher österreichischer Meister in der Halle und im Sand. 2003 gewann er die Beachvolleyball-Europameisterschaft.